# Philip Carteret (officier)
Pour les articles homonymes, voir Philip Carteret et Carteret.
Philip Carteret (Philip de Carteret) († 28 mai 1672), est un officier naval anglais.

## Biographie
Il est le fils aîné de sir George de Carteret (v. 1610-1680), 1er baronnet Carteret de Hawnes, et amiral britannique, et de lady Elizabeth de Carteret, sa cousine germaine.
Il est fait chevalier en 1667, par le roi Charles II d'Angleterre ; gentilhomme de la chambre du roi (1670-1672). Le 31 juillet 1665, il épouse Jemina Montagu, fille d'Edward Montagu, 1er comte de Sandwich, vice-amiral d'Angleterre, et de lady Jemina Crew.
Membre de la Royal Society, il est réputé pour sa collection d'horloges, estimée être la plus importante d'Angleterre par Samuel Pepys, qui était, par alliance, son cousin issu de germain.
Il est officier de la Royal Navy, puis officier à bord du Royal James lors de la Troisième guerre anglo-néerlandaise. Il décède avec son beau-père, Edward Montagu, le 28 mai 1672, lors de la bataille de Solebay.

## Famille et descendance
Le 31 juillet 1665, il épouse Jemina Montagu, fille d'Edward Montagu, 1er comte de Sandwich, vice-amiral d'Angleterre, et de lady Jemina Crew. Ils ont pour descendance, :
- George († après 1681), 2e baronnet, est fait baron Carteret de Hawnes le 19 octobre 1681[1] ;
- Philip (1669-1693), capitaine dans la marine qui meurt en mer ;
- Edward (1671-1739)[4], avocat à Middle Temple et juge de l'Amirauté, membre du parlement pour les élections de Huntington (1698-1701), Bedford (1702-1705) et Bere Alston (1717-1721) et Intendant général des postes (1720-1739).